# SWM G05
SWM G05 — кроссовер, выпускаемый с 2019 года под брендом SWM китайской компании Shineray.

## История
Модель дебютировала на автосалоне в Чунцине в июне 2019 года. Построена на платформе минивэна SWM X7.
Вначале были доступны два двигателя, бензиновые, 1,5-литровый турбомотор мощностью 154 л. с. в паре с 6-ступенчатой механикой или с автоматом, и 2,0-литровый двигатель доступный только с механикой.
В продажу на домашнем рынке Китая поступил в сентябре 2019 года, цены от 69 900 до 103 000 юаней.
В феврале 2021 года пройдя рестайлинг получил название SWM G05 Pro, двигатель стал доступен только один — 1,5-литровый турбомотор.
За 2019—2023 годы в Китае было продано 55 564 автомобилей SWM G05.
В апреле 2023 года сборка SWM G05 Pro начата в России на калининградском «Автоторе». Марка SWM официально вышла на рынок России 20 марта 2024 года с моделями G01 и G05, в продажу поступил в декабре 2023 года в трёх комплектациях стоимостью 2,625 — 2,769 млн рублей, через год, в январе 2025 года резко подешевел на сумму 753,6 – 866,5 тыс. рублей (минус 28,0 – 34,1%) и стоимость составила от 1,58 млн до 1,937 млн рублей.

## Галерея

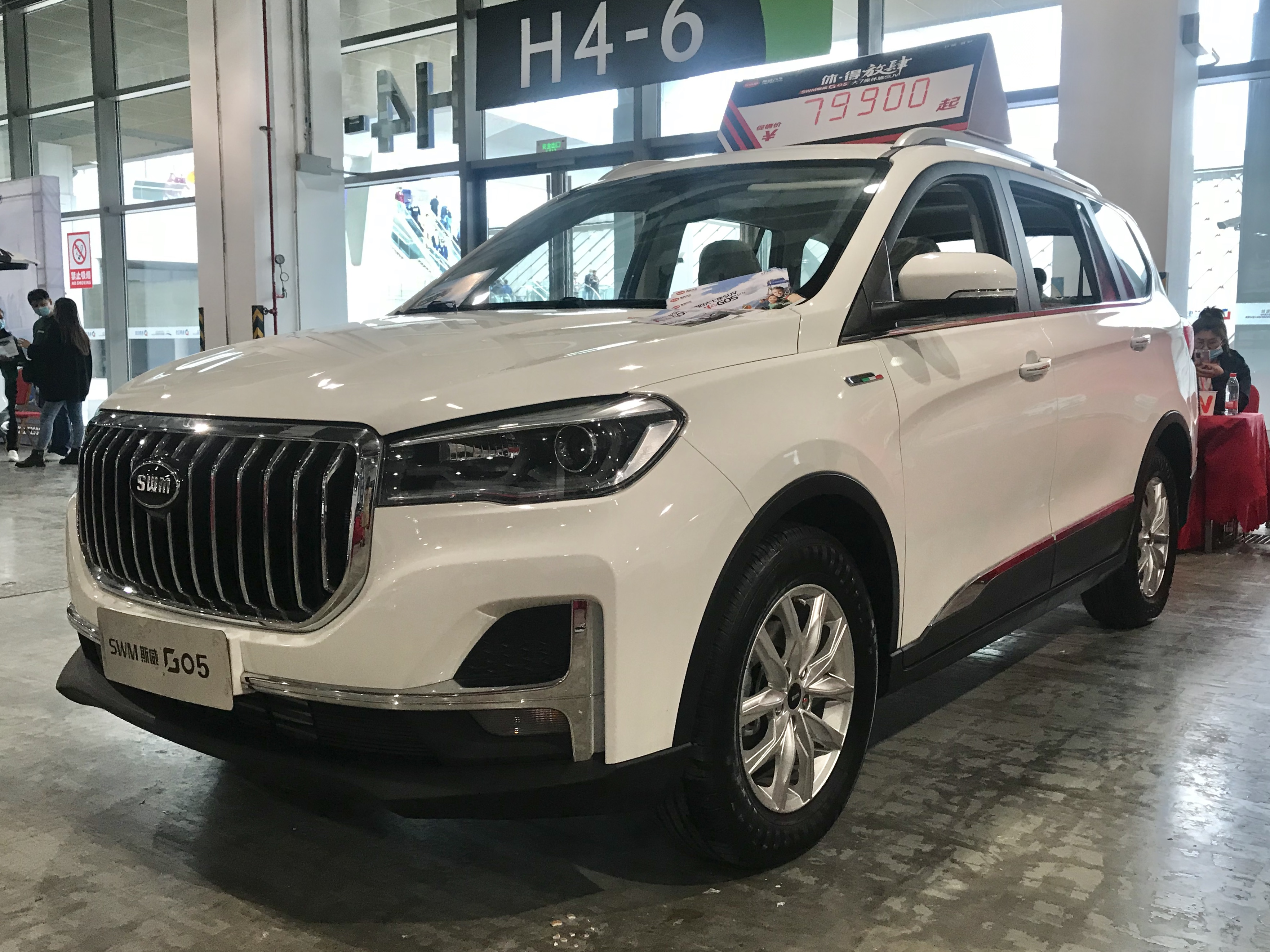
SWM G05
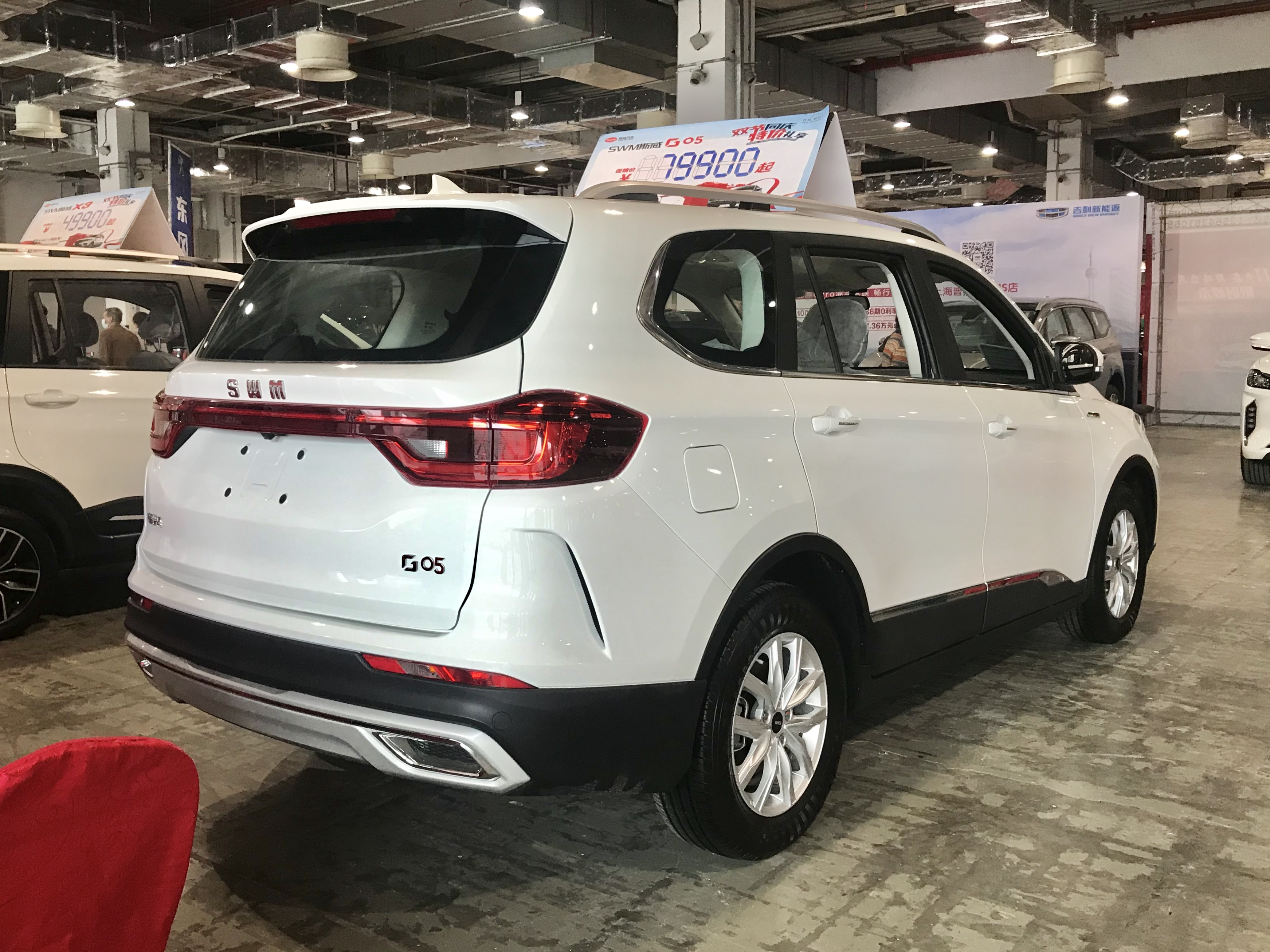
SWM G05
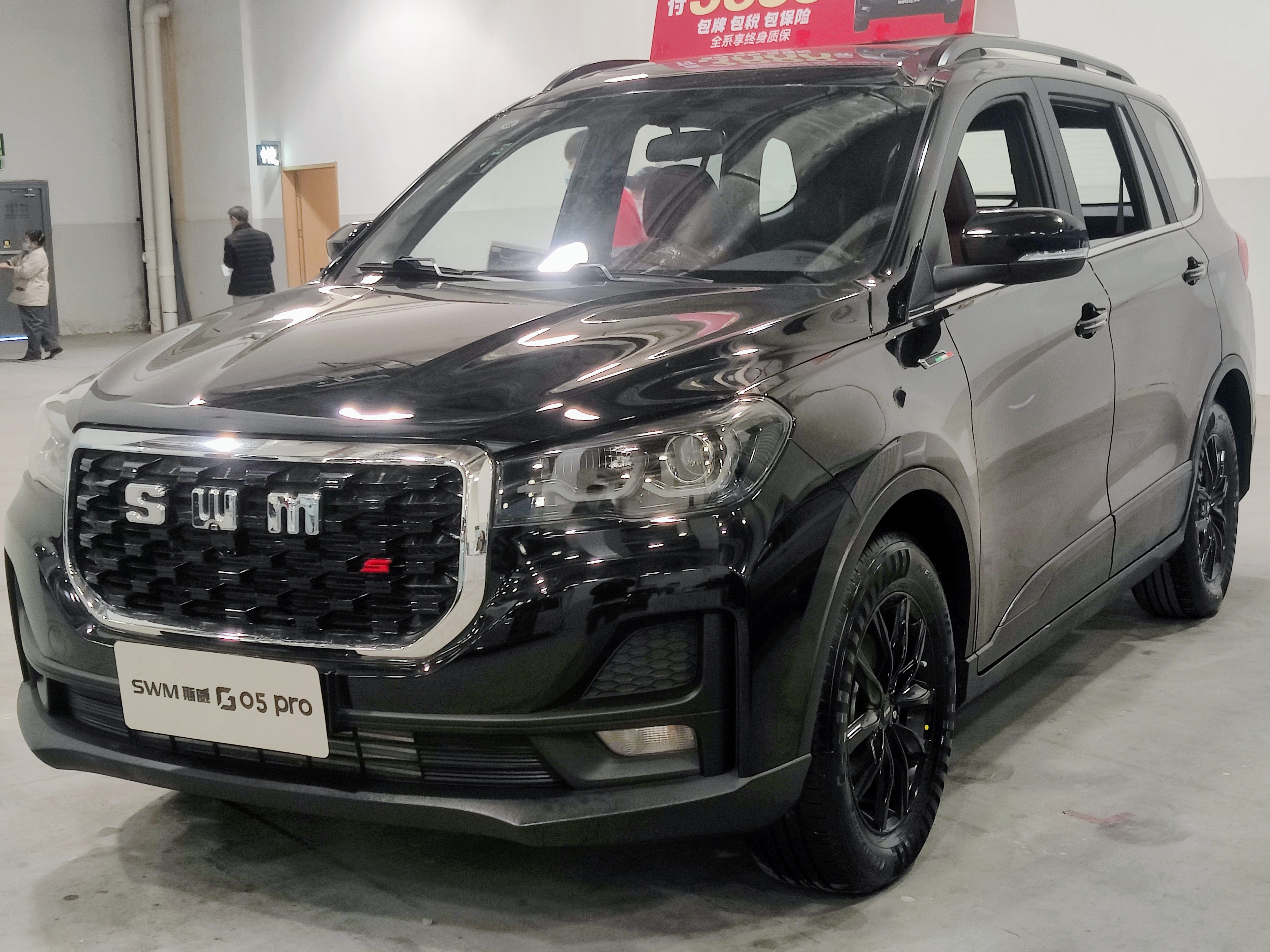
SWM G05 Pro
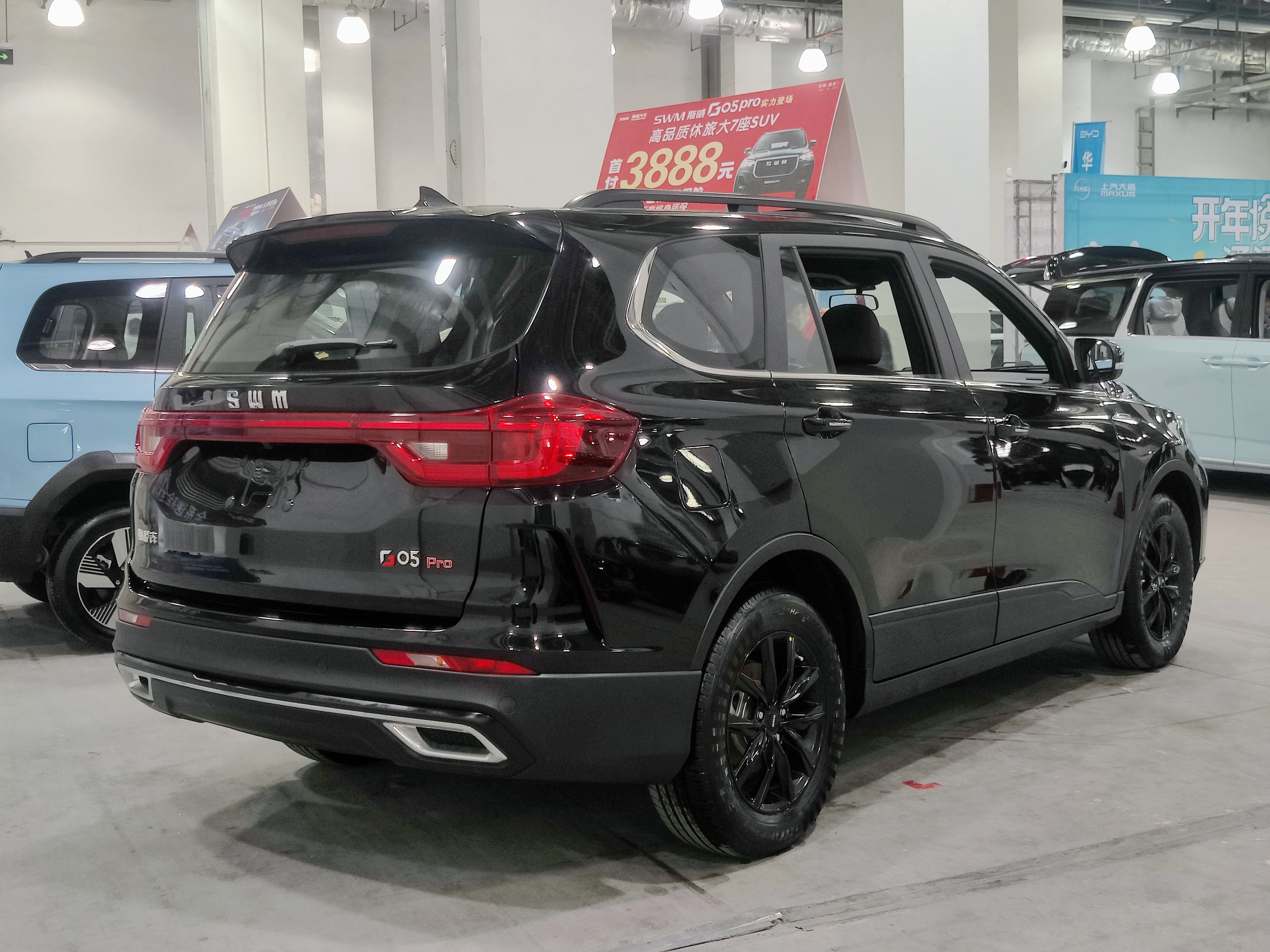
SWM G05 Pro

### Тест-драйвы
- Константин Сорокин — Почти итальянец. Сорокин и кроссовер SWM G05 Pro // Авторевю, № 13, 2024
- Денис Буденков — Почти итальянец: как ездит самый доступный семиместный кроссовер в РФ // Известия, 4 августа 2024
- Андрей Судьбин — Итальянское имя, жесткая подвеска и не мотоциклетная динамика: тест-драйв SWM G05 Pro // Колёса.ру, 11 июня 2024